# Плавальний басейн

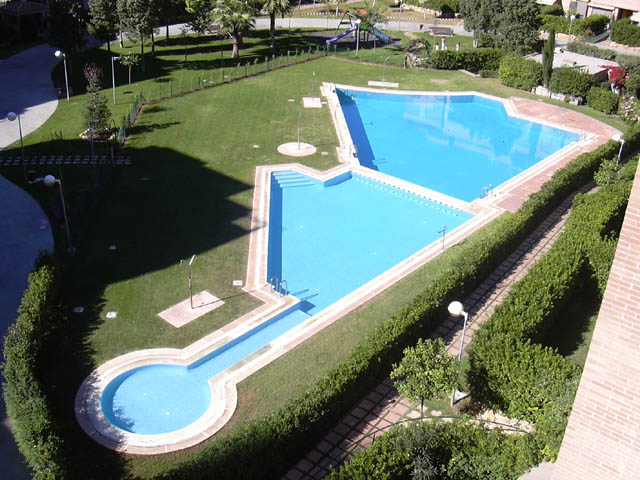
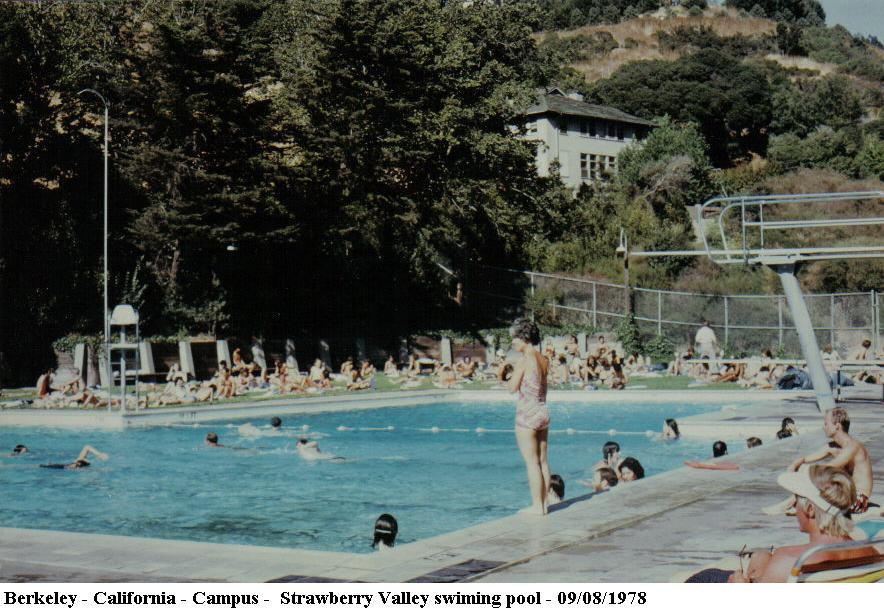
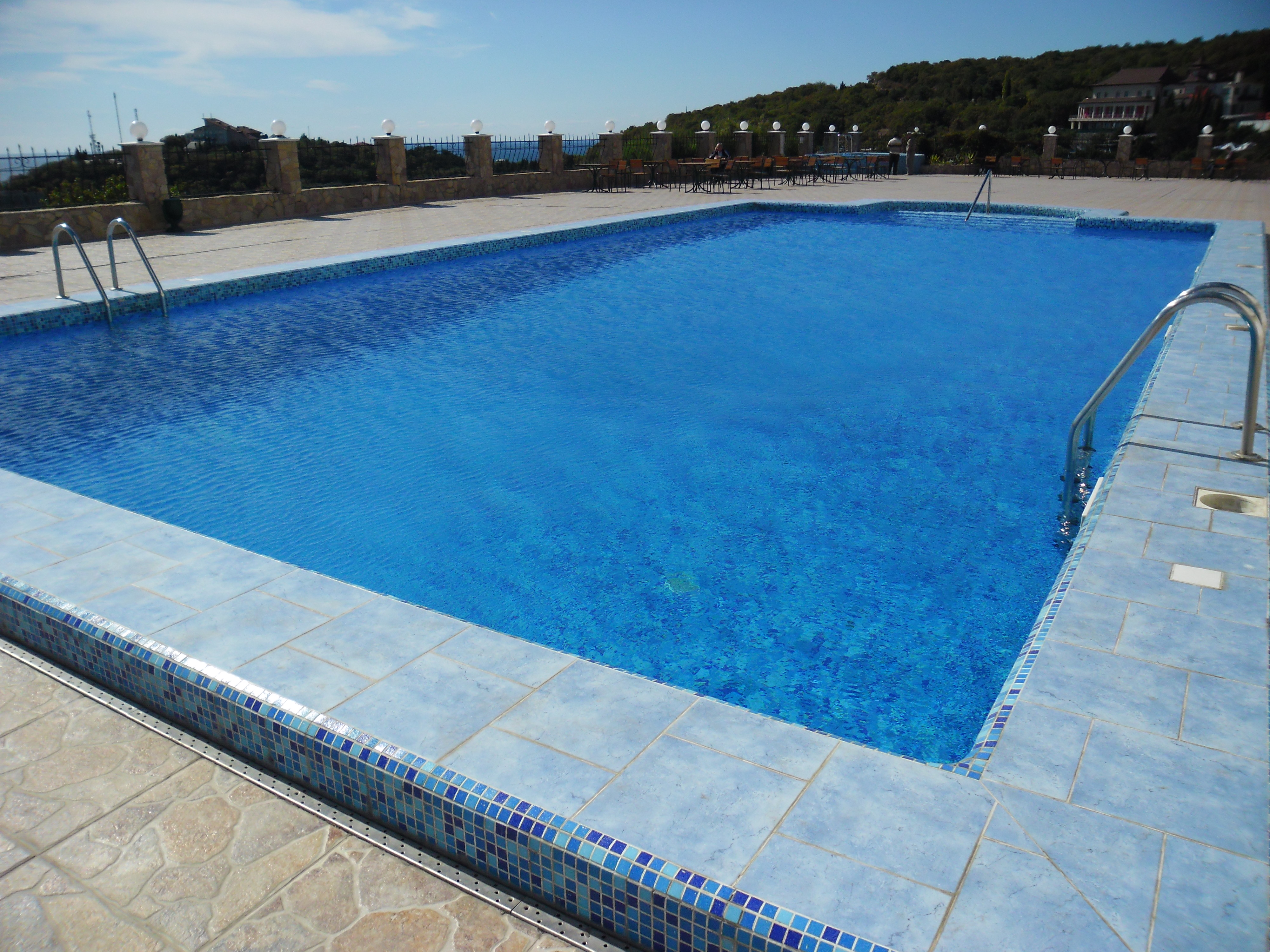
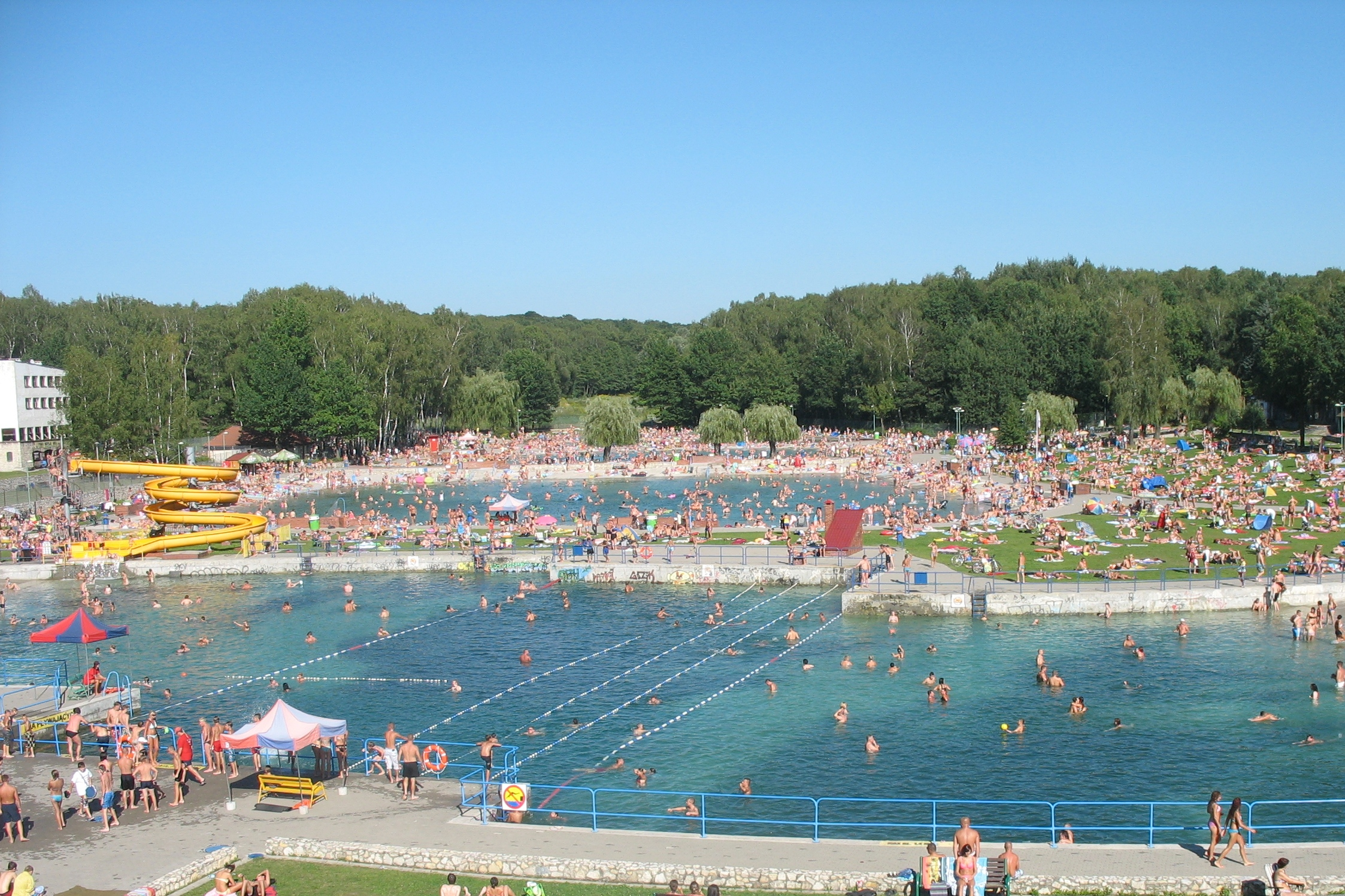

Пла́вальний басе́йн — споруда для спортивного плавання і стрибків у воду, для гри у водне поло та купання; буває закритий (зимовий) і відкритий (літній).
Основними елементами плавального басейну є прямокутна ванна (з обхідною доріжкою, трамплінами і вишкою для стрибків), трибуни для глядачів, тренувальний зал або майданчик, роздягальні та душові.
Розміри ванни: ширина 15—20 м, довжина 25—50 м, глибина 1,1—3,5 або 4,5 м (коли є вишка) та 1,1—1,8 м (коли вишки немає). Ванна заповнюється хлорованою водою.

## Незвичні басейни
- Немо 33 — для багатоцільового навчання підводному плаванню.
- San Alfonso del Mar — курорт в Чилі. Там знаходиться найбільший у світі басейн. Площа басейну 8 га. Довжина 1 кілометр. Вміщає 250 тисяч кубометрів води, що дорівнює 6 тисячам стандартних басейнів.
- Sky Pool Embassy Gardens - підвішений на висоті 115 футів плавучий басейн між двома вежами Embassy Gardens в Лондоні.